# Kari Keegan
Kari Keegan (ur. 9 kwietnia 1969 roku w Pittsburghu) – amerykańska aktorka, prawdopodobnie najbardziej znana z roli Jessiki Kimble, siostrzenicy psychopatycznego Jasona Voorheesa, w horrorze Piątek, trzynastego IX: Jason idzie do piekła (Jason Goes to Hell: The Final Friday, 1993). Zagrała epizod w komediodramacie Jerry Maguire (1996), objęła też główną rolę w niezależnym filmie Mind Games (2003). Od 11 lipca 1998 roku jest żoną Craiga Smitha. W 2003 roku z zerwała z zawodem aktorki z powodu negatywnych doświadczeń na planie filmu Jason idzie do piekła.